# Fréville (Vosges)
Fréville ist eine französische Gemeinde im Département Vosges in der Region Grand Est (bis 2015 Lothringen). Sie gehört zum Arrondissement Neufchâteau und zum Gemeindeverband Ouest Vosgien.

## Geografie
Die Gemeinde Fréville liegt auf einem Plateau zwischen den Flusstälern von Maas und Saônelle, neun Kilometer südwestlich von Neufchâteau.  Umgeben wird Fréville von den Nachbargemeinden Mont-lès-Neufchâteau im Norden, Neufchâteau im Nordosten,  Bazoilles-sur-Meuse im Südosten sowie Liffol-le-Grand im Süden und Westen.

## Bevölkerungsentwicklung
| Jahr                       | 1962 | 1968 | 1975 | 1982 | 1990 | 1999 | 2006 | 2013 | 2020 |
| Einwohner                  | 138  | 153  | 150  | 162  | 138  | 130  | 134  | 152  | 131  |
| Quellen: Cassini und INSEE |      |      |      |      |      |      |      |      |      |

## Sehenswürdigkeiten
- Kirche St. Peter und Paul
- Monumentalkreuz, Monument historique

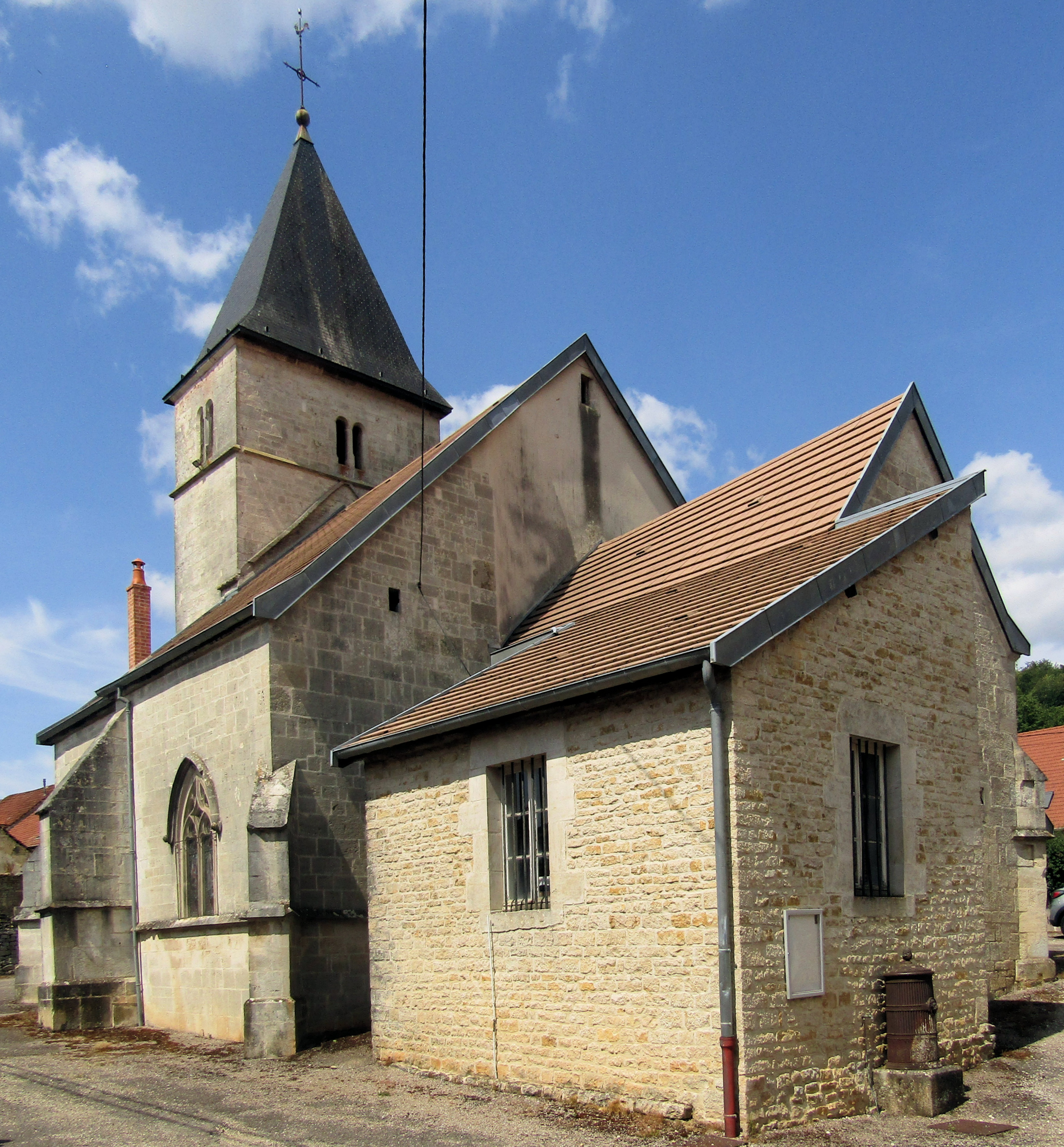
St. Peter und Paul Ostseite
St. Peter und Paul Südwestseite
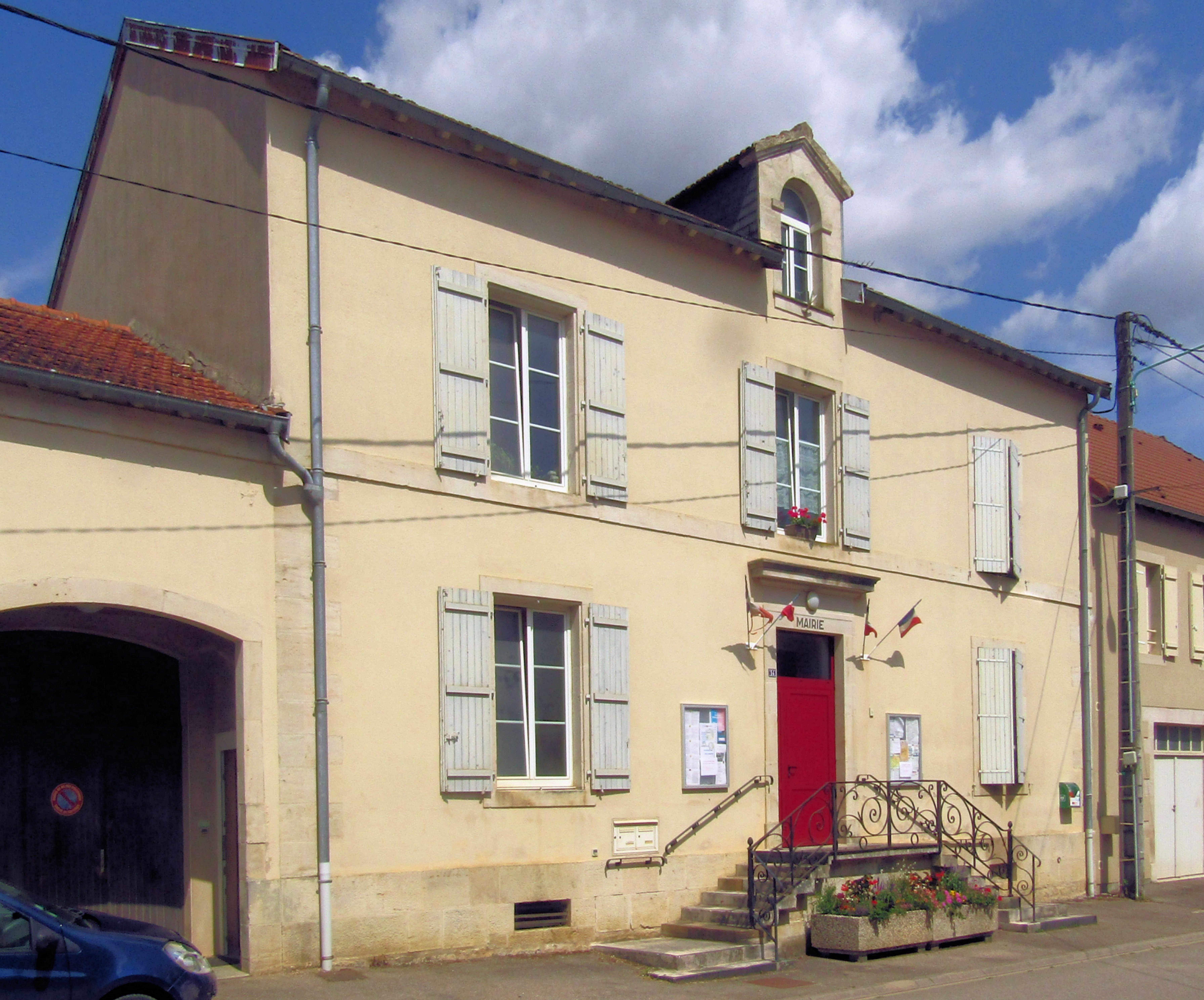
Rathaus (mairie)
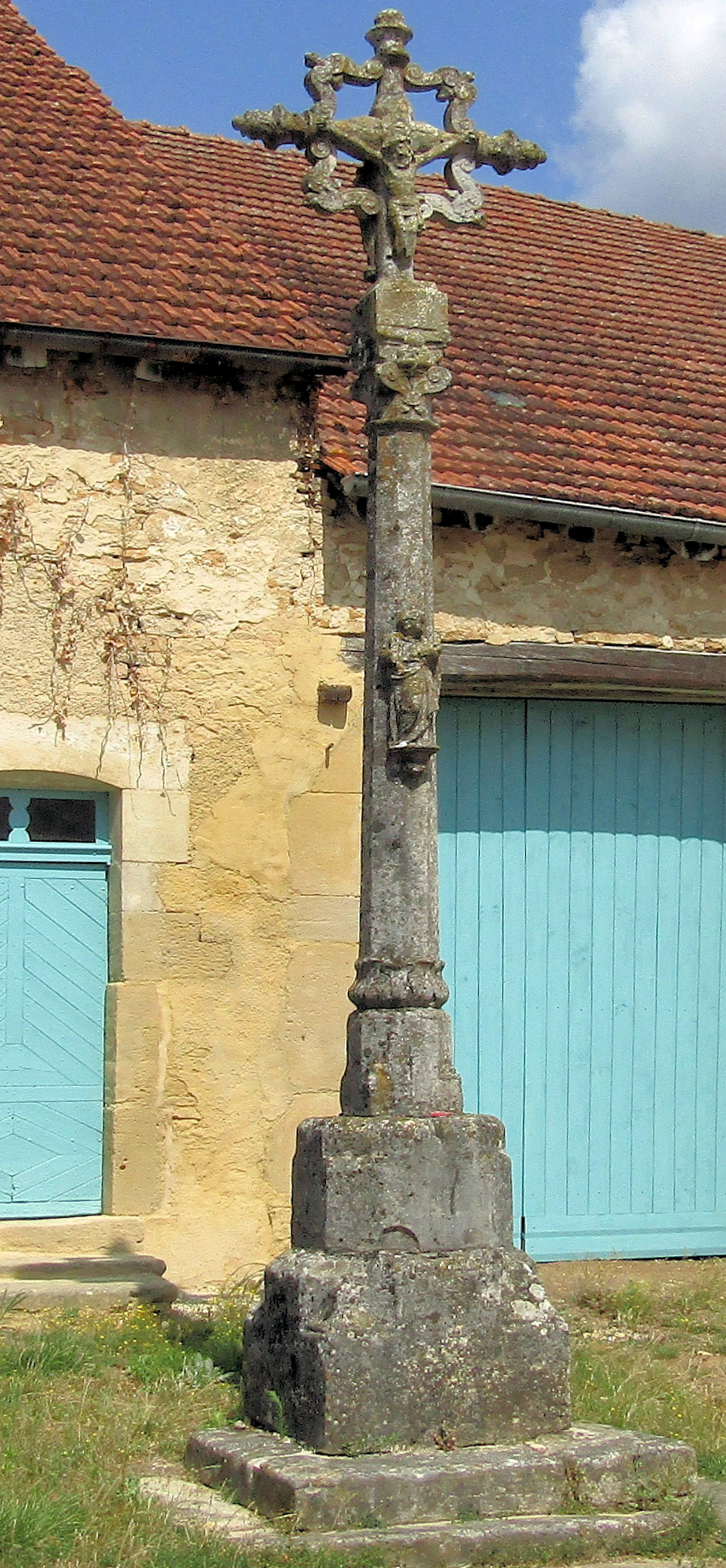
Monumentalkreuz